# الخلافات المتعلقة بحرب 1967
اندلعت حرب 1967 أو حرب الأيام الستة بين 5 يونيو و10 يونيو عام 1967 بين إسرائيل والدول المجاورة لمصر (المعروفة آنذاك باسم الجمهورية العربية المتحدة) والأردن وسوريا. بدأت حرب 1967 بضربة جوية مفاجئة واسعة النطاق شنتها إسرائيل على مصر وانتهت بانتصار كبير لإسرائيل. نشأ عدد من الخلافات حول أسباب وإجراءات الحرب، وتحديدًا: ما إذا كان عمل إسرائيل ضربة استباقية مبررة لشعورها بالتهديد من قيام الدول العربية بشن هجوم وشيك، أو كان هجومًا غير مبرر، أم كان بسبب قتل المصريين لمتطرفين من قواتهم الخاصة عند عودتهم من الهزيمة، أم بسبب قتل الإسرائيليين سجناء مصريين عزل؟ ومدى الدعم الأجنبي للمقاتلين في الحرب.

## الضربة الاستباقية ضد الهجوم غير المبرر
في البداية، أعلنت كل من مصر وإسرائيل أنهما تعرضتا لهجوم من قبل الدولة الأخرى. تلقى غديون رافائيل سفير إسرائيل لدى الأمم المتحدة رسالة من الخارجية الإسرائيلية مفادها «إبلاغ رئيس مجلس الأمن على الفور بأن إسرائيل تصد الآن القوات البرية والجوية المصرية». في الساعة 3:10 صباحًا، أيقظ رفائيل السفير هانز تابور، رئيس مجلس الأمن الدنماركي لشهر يونيو، بنبأ «تحرك القوات المصرية ضد إسرائيل». وأن إسرائيل كانت ترد على هجوم «دنيء وغادر» من مصر... «في اجتماع مجلس الأمن في 5 يونيو، ادعت كل من إسرائيل ومصر أنهما صدتا غزوًا من جانب الآخر، و«أقسم الوزيرين الإسرائيليين، إيبان وإيفرو، أن مصر كانت من بدأت الهجوم أولًا».
في 5 يونيو، اتهمت مصر، بدعم من الاتحاد السوفيتي، إسرائيل بالعدوان. وزعمت إسرائيل أن مصر هي من ضربت أولاً، وقالت للمجلس إنه «في الساعات الأولى من صباح اليوم تحركت طوابير مدرعة مصرية في هجوم ضد حدود إسرائيل، وفي نفس الوقت أقلعت طائرات مصرية من مطارات سيناء وقصفت باتجاه إسرائيل. قصف سلاح المدفعية المصري في قطاع غزة قرى كيسوفيم، وناحل عوز، وعين هشلوشا...» في الواقع، لم يكن هذا هو الحال، حيث أن مكتب المخابرات الأمريكية «...سرعان ما توصل إلى أن الإسرائيليين، على عكس مزاعمهم، بدأوا الهجوم أولًا» ومن المعروف الآن أن الحرب بدأت بهجوم إسرائيلي مفاجئ على القوات الجوية المصرية ما ترك قواتها البرية عرضة لمزيد من الضربات الجوية الإسرائيلية.
رغم أن إسرائيل كانت هي من ضرب أولًا، إلا أنها ادعت في البداية أنها تعرضت للهجوم. وزعمت في وقت لاحق أن هجومها كان ضربة استباقية في وجه غزو مخطط له. وبررت إسرائيل هجمتها الاستباقية بمراجعة سياق موقفها: تضييق الخناق الاقتصادي من خلال فرض الحصار على النقل البحري في مضيق تيران (حيث أن 90 بالمئة من النفط الإسرائيلي يمر عبر مضيق تيران)، اقتراب اندلاع حرب على ثلاث جبهات (كان هناك مئات الآلاف من القوات العسكرية مع مئات الدبابات المحتشدة على حدودها)، والصعوبات الاجتماعية والاقتصادية المحتملة للحفاظ على جيش مدني تمهيدي إلى أجل غير مسمى. وفقًا للمؤرخ الإسرائيلي والسفير الإسرائيلي السابق لدى الولايات المتحدة، مايكل أورين، «خطط العرب لغزو إسرائيل وترحيل أو قتل الكثير من سكانها اليهود في عام 1967». ومع ذلك، ذكر بعض المؤرخين[من؟] أن الدول العربية المجاورة لم تبدأ بأية أعمال عسكرية ضد إسرائيل لتبرير هجومها. إلى جانب هذا الرأي، هناك وجهة نظر أخرى، لكنها مهمة، مفادها أن الحرب كانت محاولة لإسرائيل لتوسيع حدودها. هذا، وفقًا لأورين، غير صحيح: لم يكن لدى إسرائيل خيار يذكر في هذا الشأن. غالبًا ما يُذكر الهجوم الإسرائيلي كمثال على الهجمات الاستباقية، ووفقًا لمجلة نشرتها وزارة الخارجية الأمريكية، «ربما يكون المثال الأكثر ذكرًا». أشار أحد العلماء إلى هجوم إسرائيل على أنه عمل «مُعْتَرِض للدفاع عن النفس». ووفقًا لوجهة النظر هذه، على الرغم من عدم وجود خطوة مصرية واحدة يمكن اعتبارها هجومًا مسلحًا، إلا أن أفعال مصر الجماعية التي تضمنت إغلاق مضيق تيران، وطرد قوات حفظ السلام التابعة للأمم المتحدة، والانتشار العسكري المكثف على طول حدود إسرائيل، والصراع المستمر، أوضح أن مصر كانت عازمة على شن هجوم مسلح على إسرائيل. في عام 2002، صرح مراسل الإذاعة الوطنية العامة (إن بي آر) مايك شوستر أن «وجهة النظر السائدة بين المؤرخين هي أنه على الرغم من أن إسرائيل هي من هجمت أولًا، إلا أن الضربة الإسرائيلية كانت دفاعية بطبيعتها».
أقر أورين بأن كلًا من المخابرات الأمريكية والإسرائيلية أشارت إلى أن تحركات القوات في مصر، كان لها فقط أغراض دفاعية وليست هجومية. لكنه يشير إلى أن القوات المصرية المنتشرة في سيناء ستتحرك ضد إسرائيل في حالة قيام إسرائيل بغزو سوريا باتجاه دمشق ردًا على الاستفزازات المتكررة من قبل عتاد وغارات الفدائيين السوريين في الأراضي السورية. هذه الحقيقة ذكرها رئيس الوزراء الإسرائيلي مناحم بيجن، من أجل تقديم دفاعه عن غزو إسرائيلي للبنان في الثمانينيات، ذكّر الكنيست الإسرائيلي بأن الضربات الاستباقية كانت بالفعل جزءًا من تاريخ إسرائيل وأن انتظار أعدائها لاختيار وقت الحرب هو سياسة خاسرة، ملاحظًا فيما يتعلق بحرب عام 1967، إن «تجمعات الجيش المصري في مقاربات سيناء لم تكن تثبت أن عبد الناصر كان على وشك مهاجمتنا، بل نحن من قرر مهاجمته». لكنه أضاف في ذلك الخطاب أن حرب عام 1967 لم تكن عملاً عدوانيًا، بل كانت ردًا على أعمال عدوانية متعددة تهدف إلى إضعاف إسرائيل خطوة بخطوة تمهيدًا لحرب مباشرة.
كان الرأي العربي أنه هجوم غير مبرر. أشار محمد عواد القوني، المندوب الدائم للجمهورية العربية المتحدة (مصر)، في جلسة للأمم المتحدة أن «إسرائيل ارتكبت عدوان غادر متعمد ضد الجمهورية العربية المتحدة... وبينما نحن في الجمهورية العربية المتحدة... وضحنا عدم نيتنا في الشروع بأي عمل هجومي وتعاونا بشكل كامل في المحاولات التي بُذلت لتخفيف التوتر في المنطقة». بعد الحرب، اعترف المسؤولون الإسرائيليون بأن إسرائيل لم تكن تتوقع أن تُهاجم عندما بدأت الأعمال العدائية ضد مصر. مردخاي بينتوف، الوزير الإسرائيلي الذي حضر اجتماع مجلس الوزراء في الرابع من حزيران (يونيو)، شكك في فكرة وجود «خطر الإبادة» قائلاً إنها «نسيج مبالغ فيه لتبرير حقيقة ضم إقليم عربي جديد». تلقت إسرائيل تقارير من الولايات المتحدة تفيد بأن الانتشار المصري كان دفاعيًا ومتوقعًا لهجوم إسرائيلي محتمل. كتب أبا إيبان، وزير خارجية إسرائيل أثناء الحرب، في وقت لاحق في سيرته الذاتية أن تأكيدات عبد الناصر بأنه لم يكن يخطط لمهاجمة إسرائيل كانت صادقة: «عبد الناصر لم يكن يريد الحرب. أراد النصر بدون حرب». كتب المؤرخ العسكري الإسرائيلي مارتن فان كريفيلد أنه في حين أن الأصول الدقيقة للحرب قد لا تكون معروفة أبدًا، فإن القوات الإسرائيلية كانت «تبحث عن سبب للقتال وبذلت جهدًا كبيرًا لافتعالها». وفقًا لجيمس ثو جاتي، فإن حالة إسرائيل، وفق اختبار كارولين، لم تكن دفاعًا استباقيًا عن النفس، بل كانت أقرب ما تكون هجومًا.
ومع ذلك، تؤكد إسرائيل أيضًا أن هجماتها كانت مبررة بإغلاق مصر لمضيق تيران، وهو ممر مائي دولي، والذي شكل إغلاقه سببًا للحرب بموجب القانون الدولي العرفي الذي دُوِّن لاحقًا في اتفاقيات جنيف لعام 1958 لقانون البحار. ومع ذلك، لأن الجمهورية العربية المتحدة وحلفائها العرب لم يكونوا من الموقعين على اتفاقيات جنيف لعام 1958، قالوا إنه نظرًا لأن خليج العقبة لم يكن ممرًا مائيًا يربط بين منطقتين من البحر المفتوح، فإنه لم يكن من الناحية الفنية مضيقًا، وبالتالي لم يكن كذلك. علاوة على ذلك، عارضت الجمهورية العربية المتحدة حق إسرائيل القانوني في إيلات، التي استولت عليها بعد هدنة عام 1949 التي فرضها مجلس الأمن. ومع ذلك، اتفقت الولايات المتحدة ودول أوروبا الغربية مع إسرائيل بأن السفن الإسرائيلية لها الحق في المرور عبر مضيق تيران. من ناحية أخرى، كان موقف مصر مدعومًا من قبل الكثير من دول العالم الثالث.